# Compuesto cuaternario

Catión de amonio cuaternario. Los R pueden ser del mismo grupo o de grupos diferentes. (Los R también pueden estar conectados, formando un ion cíclico).

En química, un compuesto cuaternario es un compuesto formado exactamente por cuatro elementos químicos.
En otro uso del término en química orgánica, un compuesto cuaternario es o tiene un catión formado por un átomo central cargado positivamente con cuatro sustituyentes, especialmente grupos orgánicos (alquilo y arilo), descontando los átomos de hidrógeno.
Los compuestos cuaternarios más conocidos son las sales de amonio cuaternario, que tienen un átomo de nitrógeno en el centro. Por ejemplo, en la siguiente reacción, se dice que el átomo de nitrógeno está cuaternizado, ya que ha pasado de 3 a 4 sustituyentes:
{\displaystyle {\ce {R3N + RCl -> R4N+Cl-}}}
Otros ejemplos son las sales de fosfonio sustituidas (R4P+), las sales de arsonio sustituidas (R4As+) como la arsenobetaína, así como algunos superconductores que contienen arsénico. También se han descrito sales de estibonio sustituido (R4Sb+) y de bismuto (R4Bi+).